# Lund & Valentin arkitekter

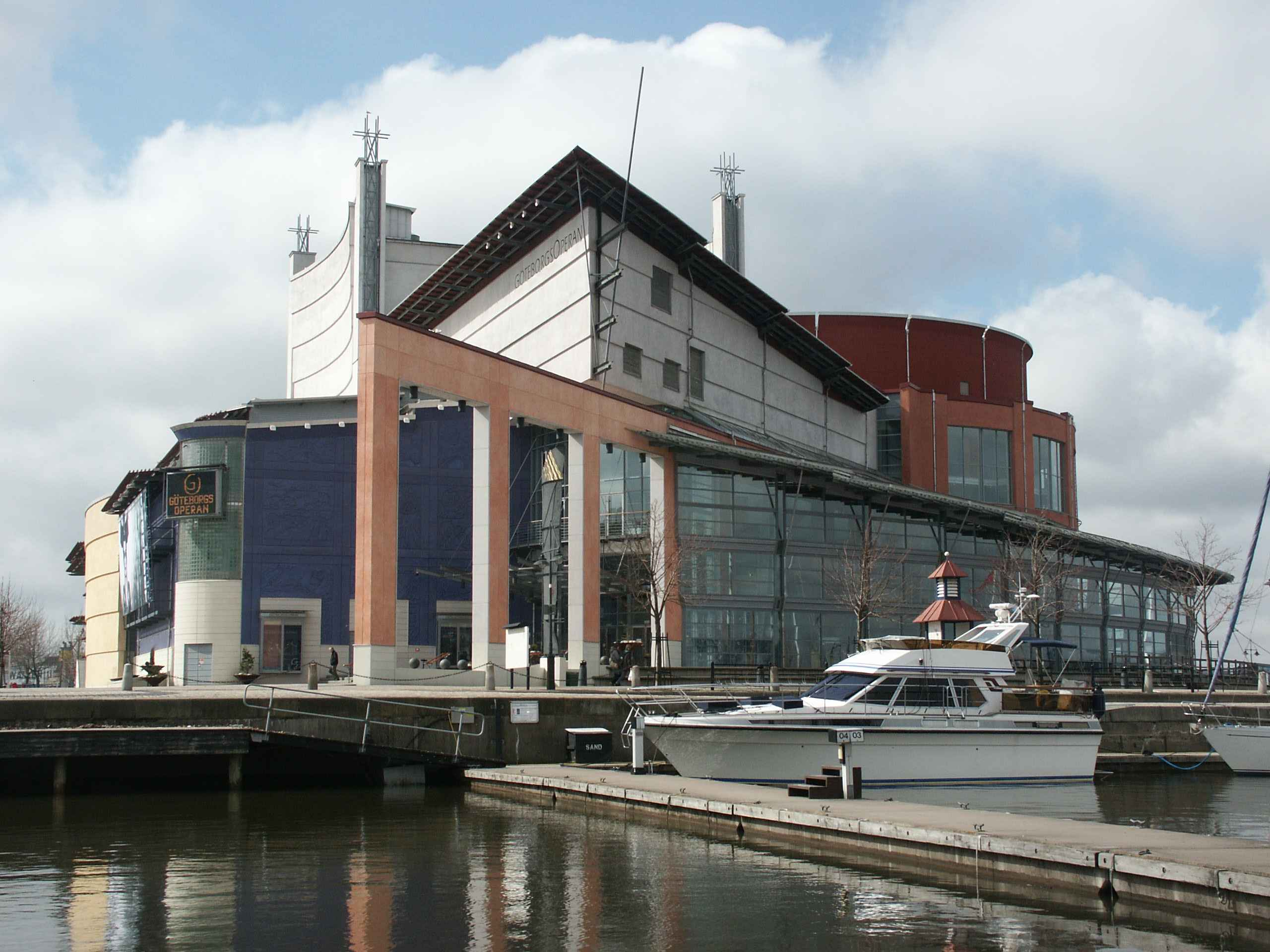
Göteborgsoperan

Lund & Valentin arkitekter var en svensk arkitektfirma grundad 1952 i Göteborg. 2011 förvärvades man av Tengbom arkitekter.

## Historik
Firman grundades 1952 efter att arkitekterna Rune Lund (1921–2019) och Alf Valentin (1922–1996) vunnit ett antal tävlingar ihop. 
Rune Lund hade tagit arkitektexamen vid Chalmers Tekniska högskola 1947 och varit anställd på arkitektfirman Brolid & Wallinder 1947-1951. Alf Valentin tog studentexamen 1943 och arkitektexamen vid Chalmers 1949. Bolaget växte snabbt och antalet anställda uppgick i början av 1970-talet till 45. 
Lund & Valentin ritade Volvos nya huvudkontor som prisades av Per och Alma Olssons fond som årets byggnad i Göteborg 1967. Året därpå prisades bostadsområdet Nordostpassagen. 1972 prisades Volvos Tekniska Centrum.
2011 köptes firman upp av Tengbom arkitekter.

## Verk i urval

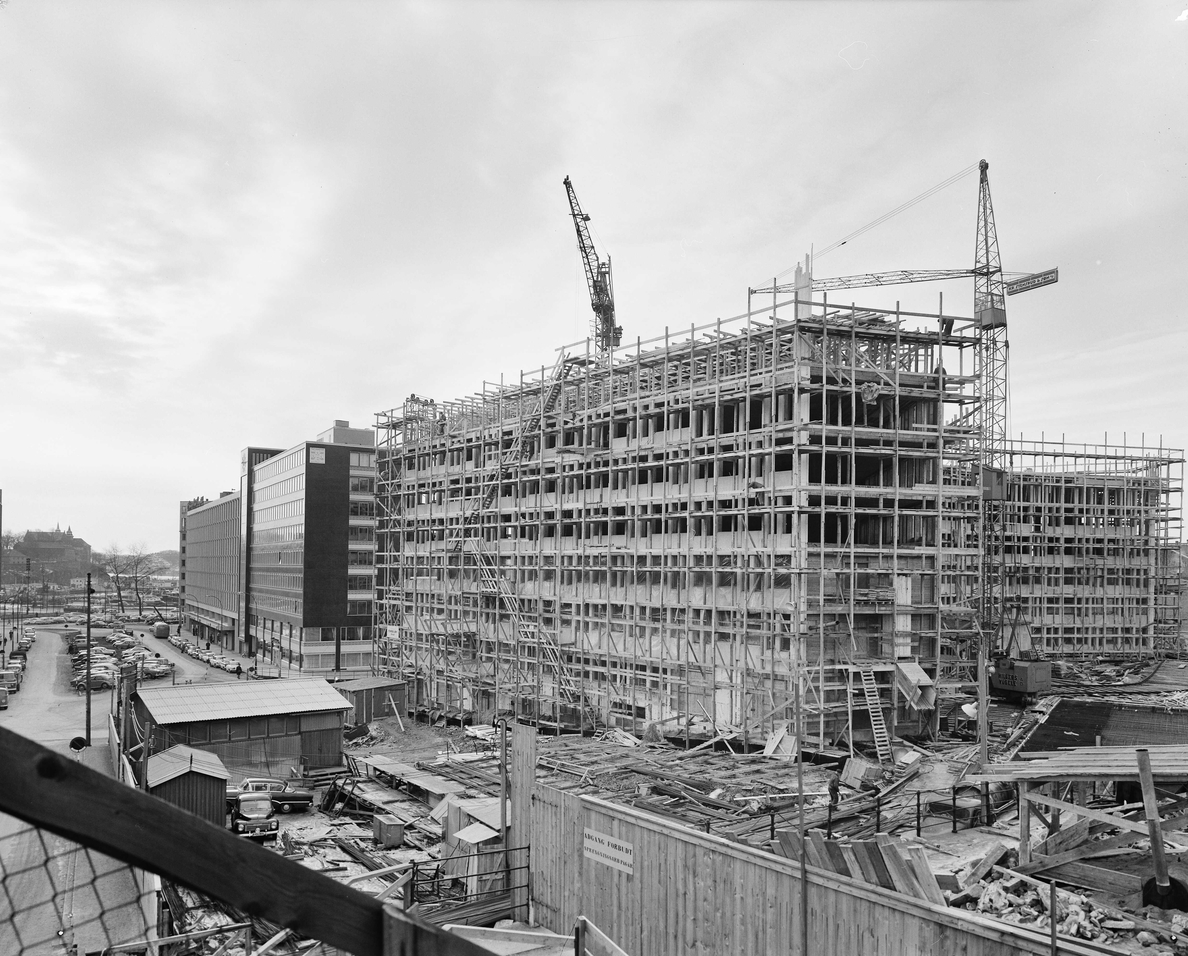
Storebrands byggnad under uppförande

- Butikscentrum vid Stabbetorget 1956
- Kortedalakyrkan, 1960
- Storebrand og Iduns administrationsbyggnad i Vika, Oslo, 1963
- Göteborgs hamns konstorsbyggnad, Norra hamngatan 8, 1963
- Majornas bibliotek, 1962
- Emilsborg, 1963
- Stadsbiblioteket Göteborg, 1965
- "Ovala huset" i kvarteret Otterhällan, 1964-1969, 1978
- Lamellhus i Olivedal, 1970
- Volvohallen, 1975
- Lamellhus vid Nilssonsberg, 1977
- Göteborgsoperan, 1994
- Louis De Geer (konserthus), Norrköping, 1994
- Gävle konserthus, 1998 (ark. Bo Karlberg)

## Bilder

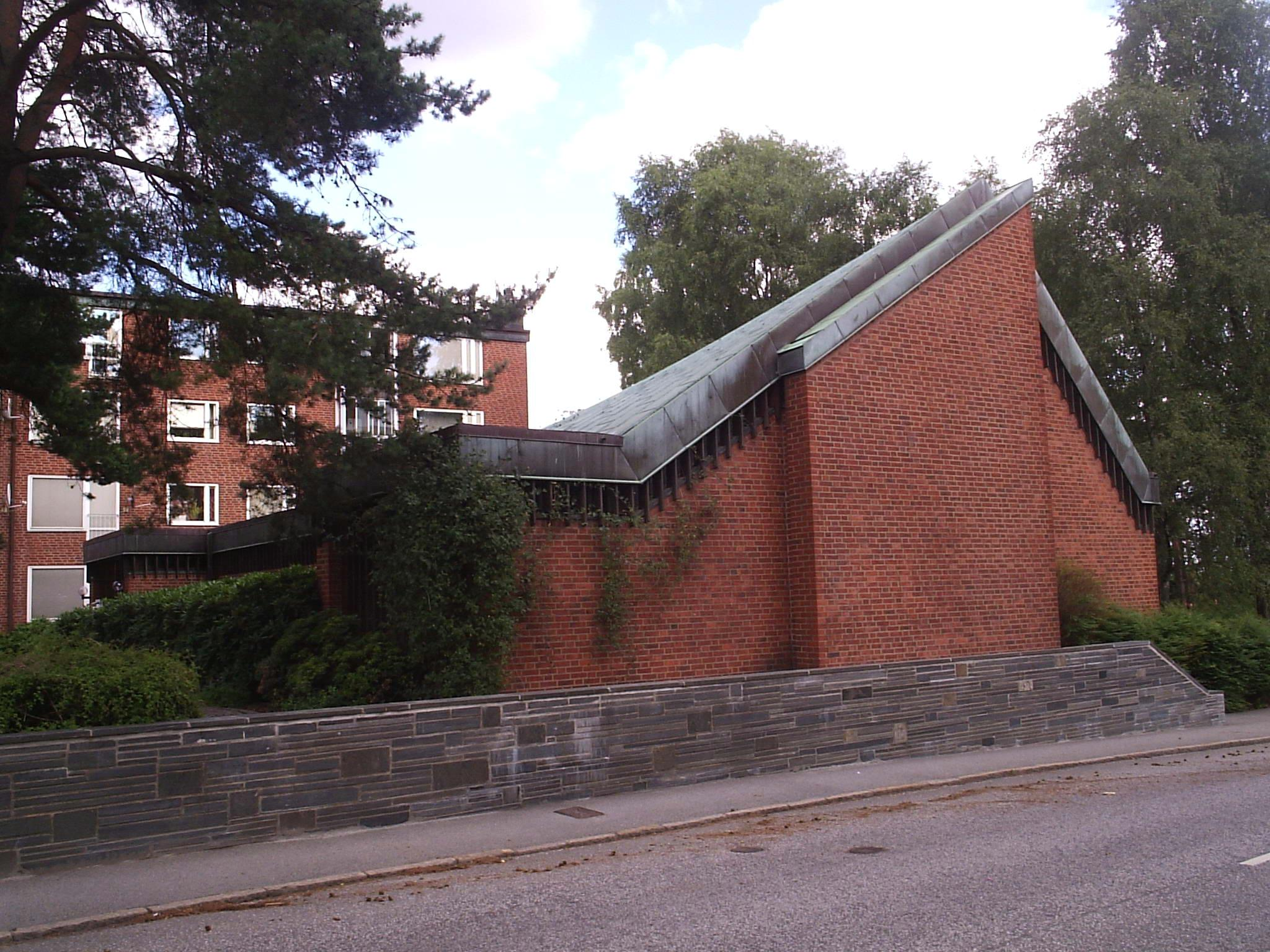
Kortedala kyrka
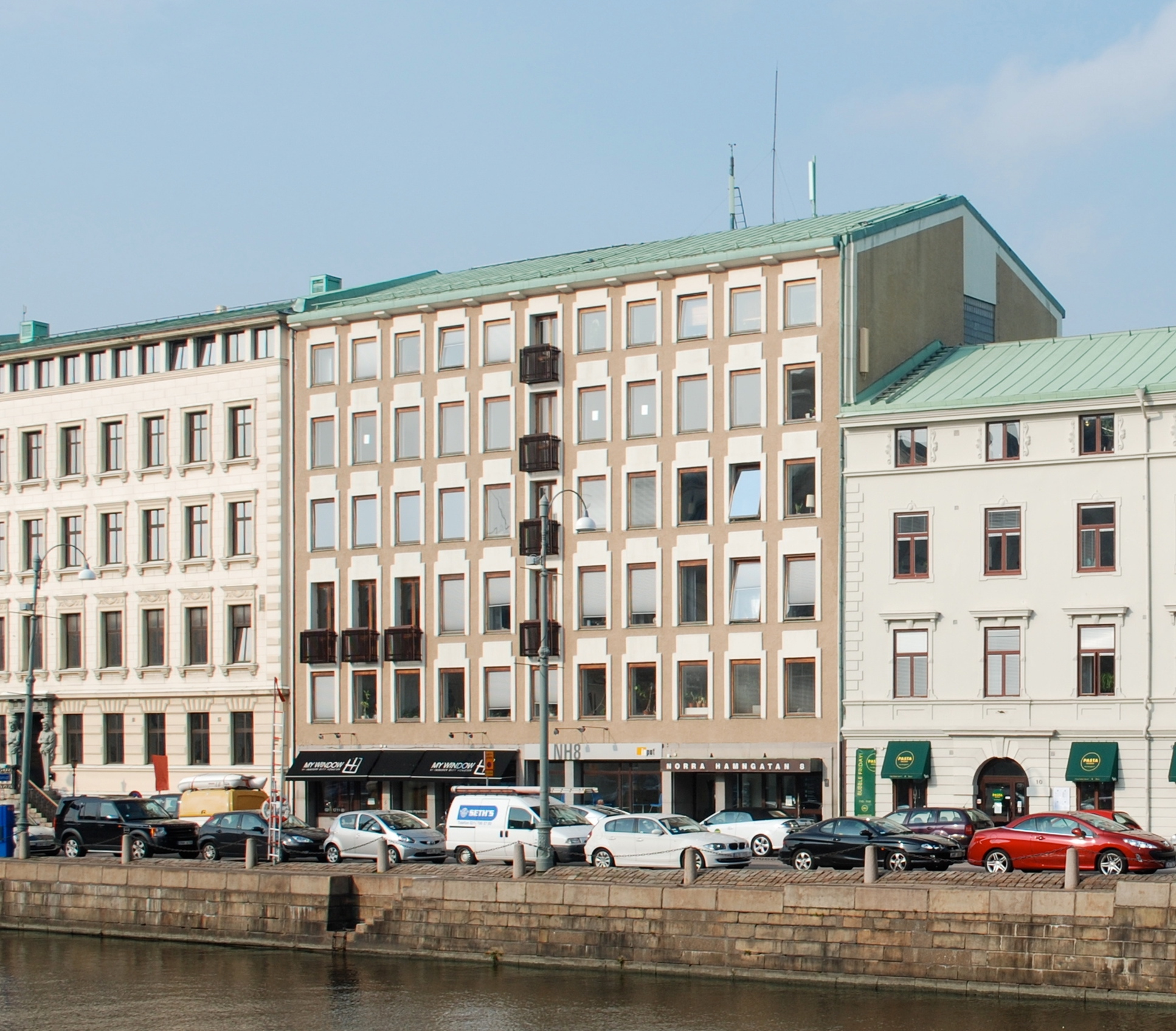
Norra hamngatan 8, Göteborg
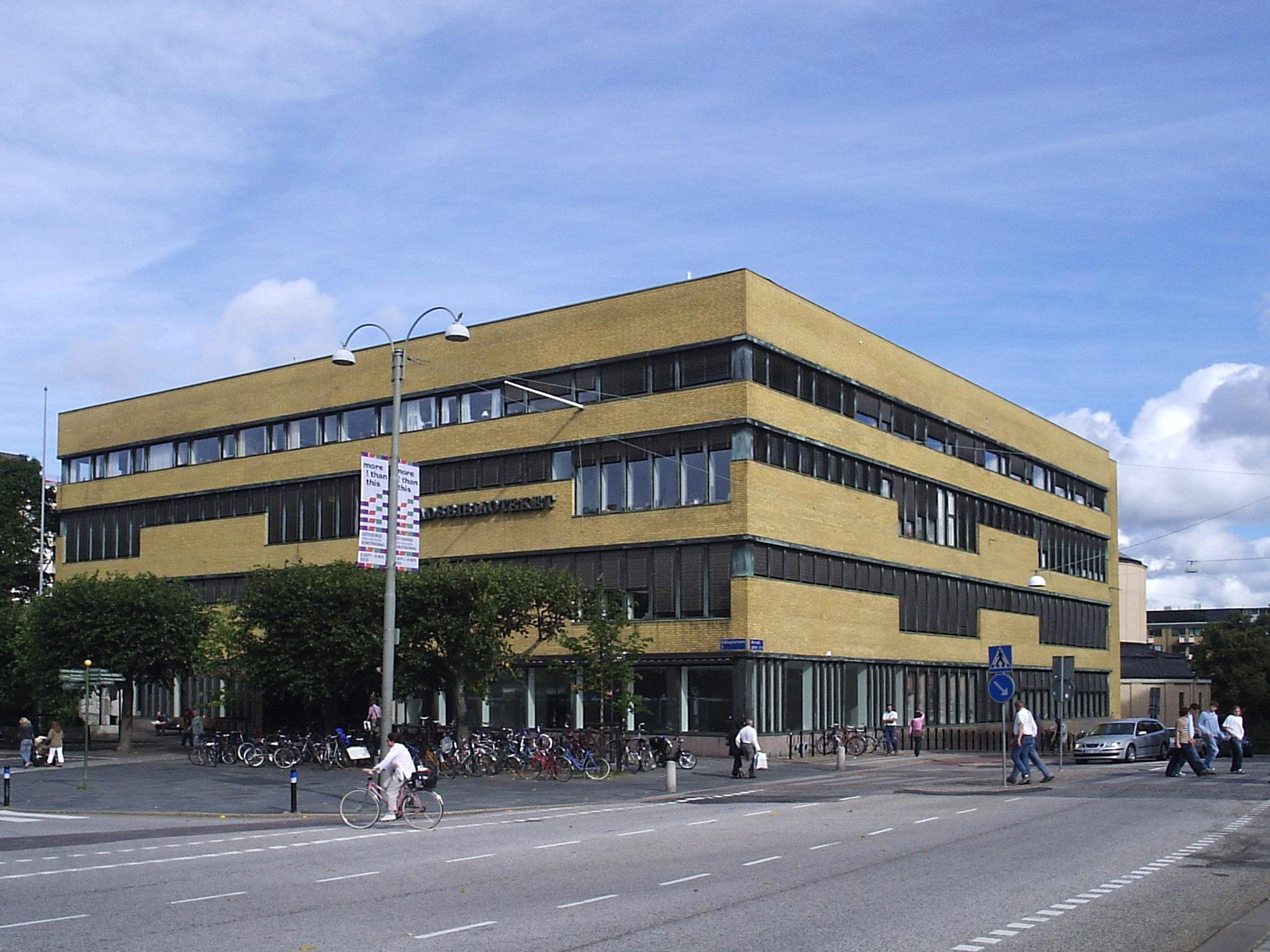
Göteborgs stadsbibliotek
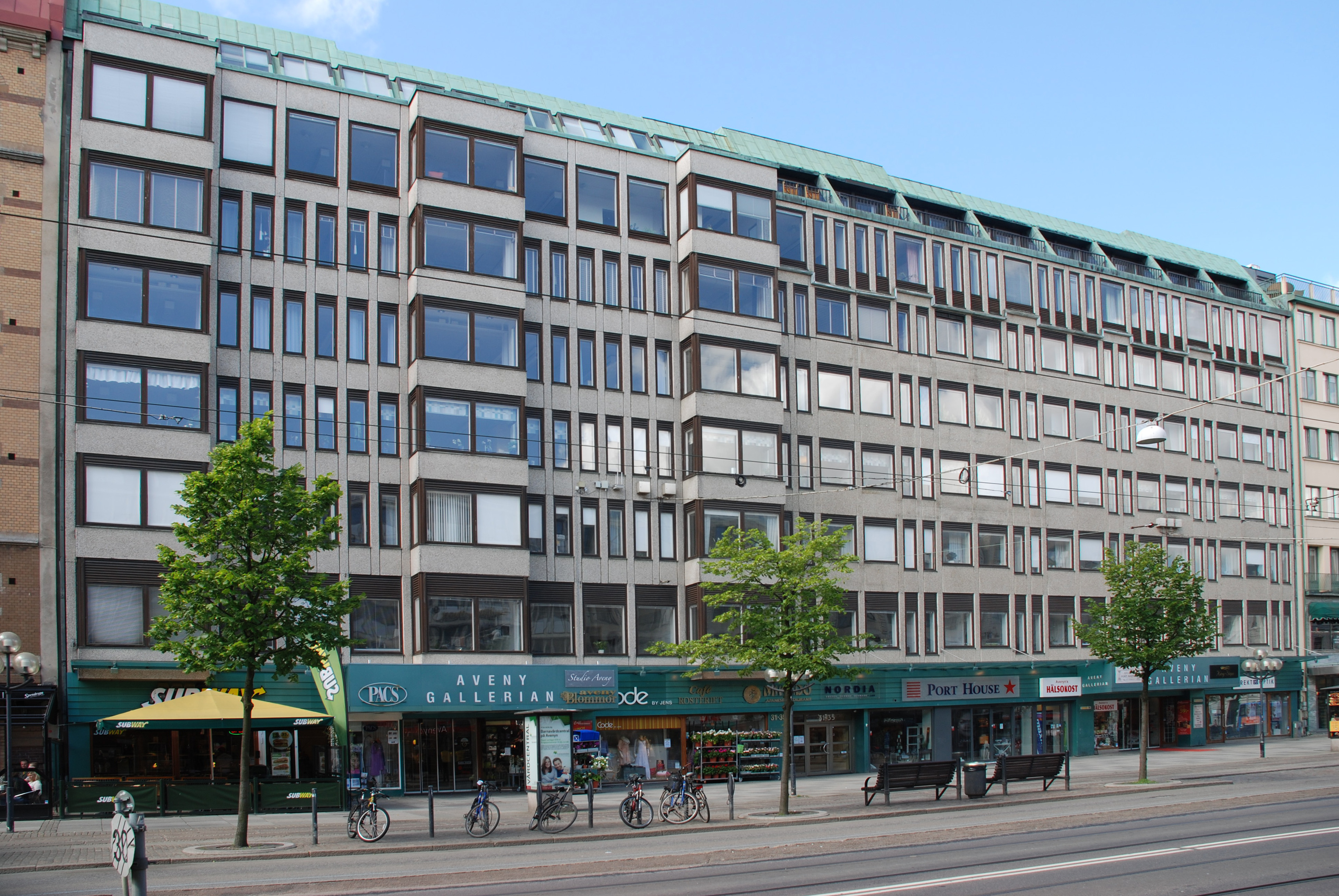
Kungsportsavenyen 31-35, Göteborg
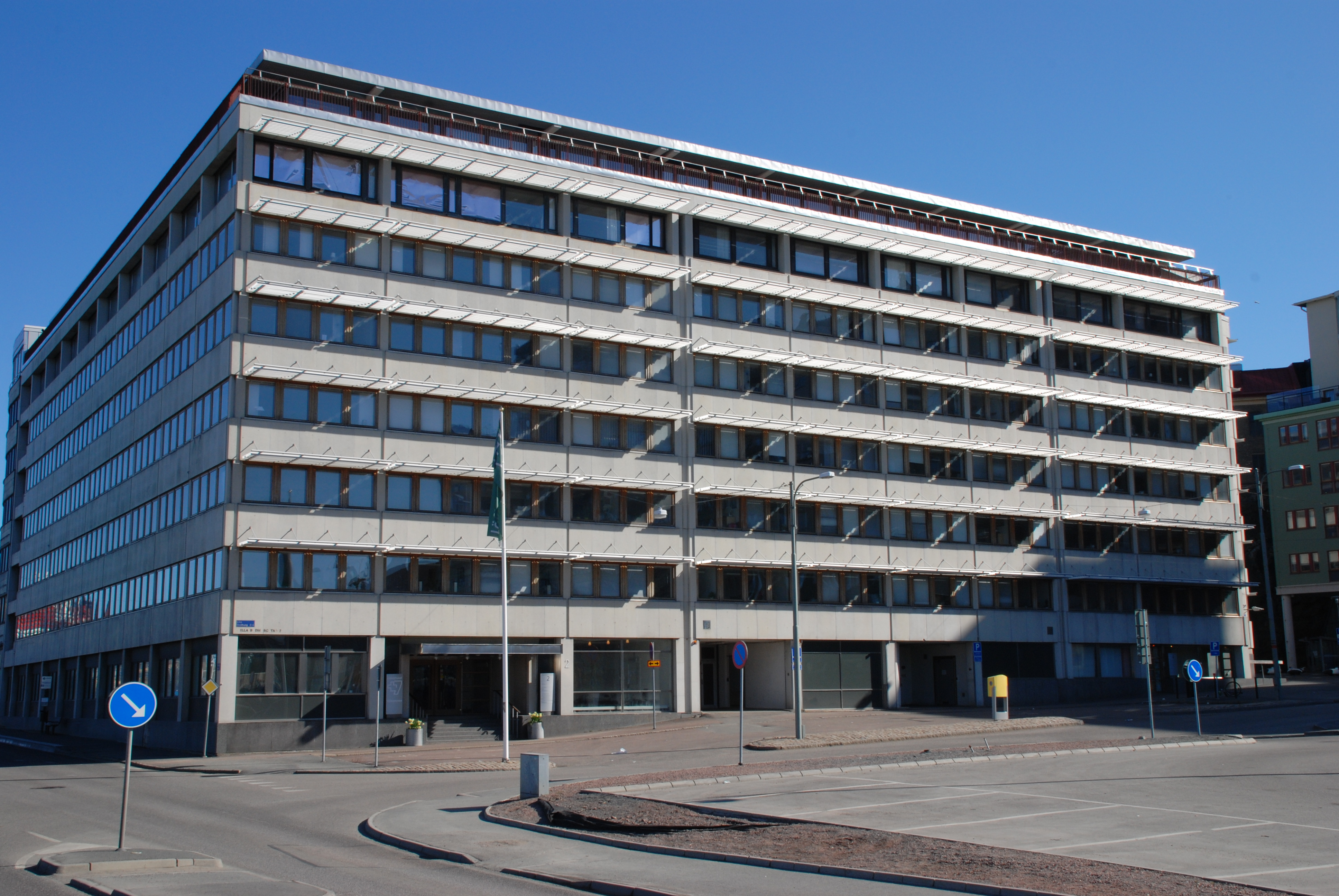
Lilla Badhusgatan 2-4, Göteborg